# Matinera d'aiguamoll
La matinera d'aiguamoll (Pellorneum palustre) és un ocell de la família dels pel·lorneids (Pellorneidae).

## Hàbitat i distribució
Habita canyars, herba alta i arbusts prop de l'aigua, als turons del nord-est de l'Índia des d'Arunachal Pradesh i la Vall del Brahmaputra cap al sud fins Cachar, Khasi i Chittagong.